# 連邦政府 (ドイツ)
連邦政府（れんぽうせいふ、ドイツ語: Bundesregierung）は、ドイツ連邦共和国の行政府である。

## 概要
連邦首相と各連邦大臣から成る。連邦内閣（Bundeskabinett）とも呼ばれる。

## 任命
連邦首相の指名を受けて連邦大統領によって任命される。

## 構成
構成は以下の通り（2021年12月8日現在）。ただし副首相の兼務するポストは内閣によって異なる（副首相は、連立与党の第2党から出されることがほとんどである）。
- 連邦首相（独:Bundeskanzler）
- 連邦経済・気候保護大臣兼副首相（独:Bundesminister für Wirtschaft und Klimaschutz und Stellvertreter des Bundeskanzlers
- 連邦財務大臣（独:Bundesminister der Finanzen）
- 連邦内務・コミュニティ大臣（独:Bundesminister des Innern und für Heimat）[注釈 1]
- 連邦外務大臣（独:Bundesminister des Auswärtigen）
- 連邦司法大臣（独:Bundesminister der Justiz ）
- 連邦労働・社会大臣（独:Bundesminister für Arbeit und Soziales）
- 連邦国防大臣（独:Bundesminister der Verteidigung）
- 連邦食品・農業大臣（独:Bundesminister für Ernährung und Landwirtschaft）
- 連邦家族・老人・女性・青少年大臣（独:Bundesminister für Familie, Senioren, Frauen und Jugend）
- 連邦保健大臣（独:Bundesminister für Gesundheit）
- 連邦デジタル・交通大臣（独:Bundesminister für Digitales und Verkehr）
- 連邦環境・自然保護・原子力安全・消費者保護大臣（独:Bundesminister für Umwelt, Naturschutz, nukleare Sicherheit und Verbraucherschutz）
- 連邦教育・研究大臣（独:Bundesminister für Bildung und Forschung）
- 連邦経済協力・開発大臣（独:Bundesminister für Wirtschaftliche Zusammenarbeit und Entwicklung）
- 連邦住宅、都市開発及び建設担当大臣（独:Bundesminister für Wohnen, Stadtentwicklung und Bauwesen）
- 連邦首相府長官（独:Bundesminister für besondere Aufgaben und Chef des Bundeskanzleramtes）